# ألف خنجرية
الألف الخنجرِية أو الألف المحذوفة ( ـٰ ) شكلة عربية تفيد إثبات نطق الألف الممدودة مع الحلول محلها، كما في كلمة ٱلرَّحْمَٰنُ. الألف الخنجرية تفيد الاستمرار وعدم الانقطاع، وكذلك تفيد التجانس بين طرفين أو أكثر (أي ان هذه الاطراف ذات نفس المكنون). أما عند استبدالها بالألف الاعتيادية فإن ذلك يعني عكس ما ورد أعلاه[بحاجة لمصدر].
مثال: الآية ﴿يَا صَاحِبَيِ السِّجْنِ أَأَرْبَابٌ مُّتَفَرِّقُونَ خَيْرٌ أَمِ اللَّهُ الْوَاحِدُ الْقَهَّارُ﴾، الرسم القرآني مهم جدا، لإننا في هذه الآية لا نجد الألف الاعتيادية مرتين، الأولى في كلمة (صحبي) فلو وجدت الألف المحذوفة لكان المعنى أن صاحبيه ليسا مسلمين، و عندما حُذفت وجاءت الألف الخنجرية دلَّ ذلك على أن الصاحبين كانا على دين يوسف، و الثانية، كلمة (الوحد) حيث تعني أن وحدانية الله مستمرة بلا انقطاع.
مثال آخر: الآية ﴿وَاعْبُدُوا اللَّهَ وَلَا تُشْرِكُوا بِهِ شَيْئًا ۖ وَبِالْوَلِدَيْنِ إِحْسَنًا وَبِذِي الْقُرْبَىٰ وَالْيَتَمَىٰ وَالْمَسَكِينِ وَالْجَارِ ذِي الْقُرْبَىٰ وَالْجَارِ الْجُنُبِ وَالصَّاحِبِ بِالْجَنبِ وَابْنِ السَّبِيلِ وَمَا مَلَكَتْ أَيْمَنُكُمْ ۗ إِنَّ اللَّهَ لَا يُحِبُّ مَن كَانَ مُخْتَالًا فَخُورًا﴾، في هذه الآية نجد الألف الخنجرية في خمس مواضع هي (بالولدين، إحسنا، اليتمى، المسكين، أيمنكم) و كلها تعني الاستمرارية وأن الأمر يغطي جميع الوالدين، وإحسانا غير منقطع، وجميع اليتامى، وجميع المساكين، وكل ما ملكت أيمانكم) ... و لكننا نجد الألف الاعتيادية في كلمة (الصاحب بالجنب) وهنا أفاد وجود هذه الألف الاعتيادية بأن هذا الصاحب ليس على ديننا فلو كان على ديننا لكُتبت الكلمة بالألف الخنجرية التي تفيد الاستمرارية والتجانس ,, فهنا يأمرنا الله تعالى بالإحسان للصاحب بالجنب حتى لو كان على دين آخر أو على معتقد مغاير لنا ..